# The Infinite Wonders of Creation
The Infinite Wonders of Creation est le 3e album solo de Luca Turilli, célèbre guitariste du groupe de metal italien Rhapsody of Fire.
Cet album est remarquable par la prédominance des chœurs, donnant à l'ensemble un effet "mystique". Il est vendu avec deux disques, un premier qui est celui énuméré ci-dessous, et un autre qui est un aperçu de l'album Lost Horizons de Luca Turilli's Dreamquest

## Titres
1. Secrets of a Forgotten Age (3:12)
2. Mother Nature (4:39)
3. Angels of a Winter Dawn (4:16)
4. Altitudes (4:37)
5. The Miracle of Life (4:24)
6. Silver Moon (5:37)
7. Cosmic Revelation (4:48)
8. Pyramids and Stargates (6:07)
9. Mystic and Divine (4:21)
10. The Infinite Wonders of Creation (8:40)
11. Altitudes (Piano Version) (3:20)